# Statut de borough au Royaume-Uni
Au Royaume-Uni, le statut de borough est une distinction accordée par le monarque à travers une charte royale érigeant des entités de gouvernement local en corporations. Cet honneur est exclusivement attribué en Angleterre et en Irlande-du-Nord.
Ce dispositif juridique simplement honorifique ne donne aucun droit et privilège supplémentaire ni aux conseils ni aux habitants de la zone de gouvernement local ayant reçu ce type de statut. Toutefois, il est permis à l’entité administrative de prendre le titre de « borough » (borough en anglais), tandis que son organe reçoit celui de « conseil de borough » accolé à son nom (sous la forme légale prescrite de « Borough Council ») et que dans certains cas, une partie des conseillers peuvent être traités d’échevins (aldermen en anglais) du borough. En Écosse, des entités similaires dotées de chartes étaient connues comme des « burghs royaux », mais ce statut n’est plus attribué depuis 1975. Au pays de Galles, le statut de borough a été remplacé par celui de borough de comté depuis 1996.

## Origine du statut de borough

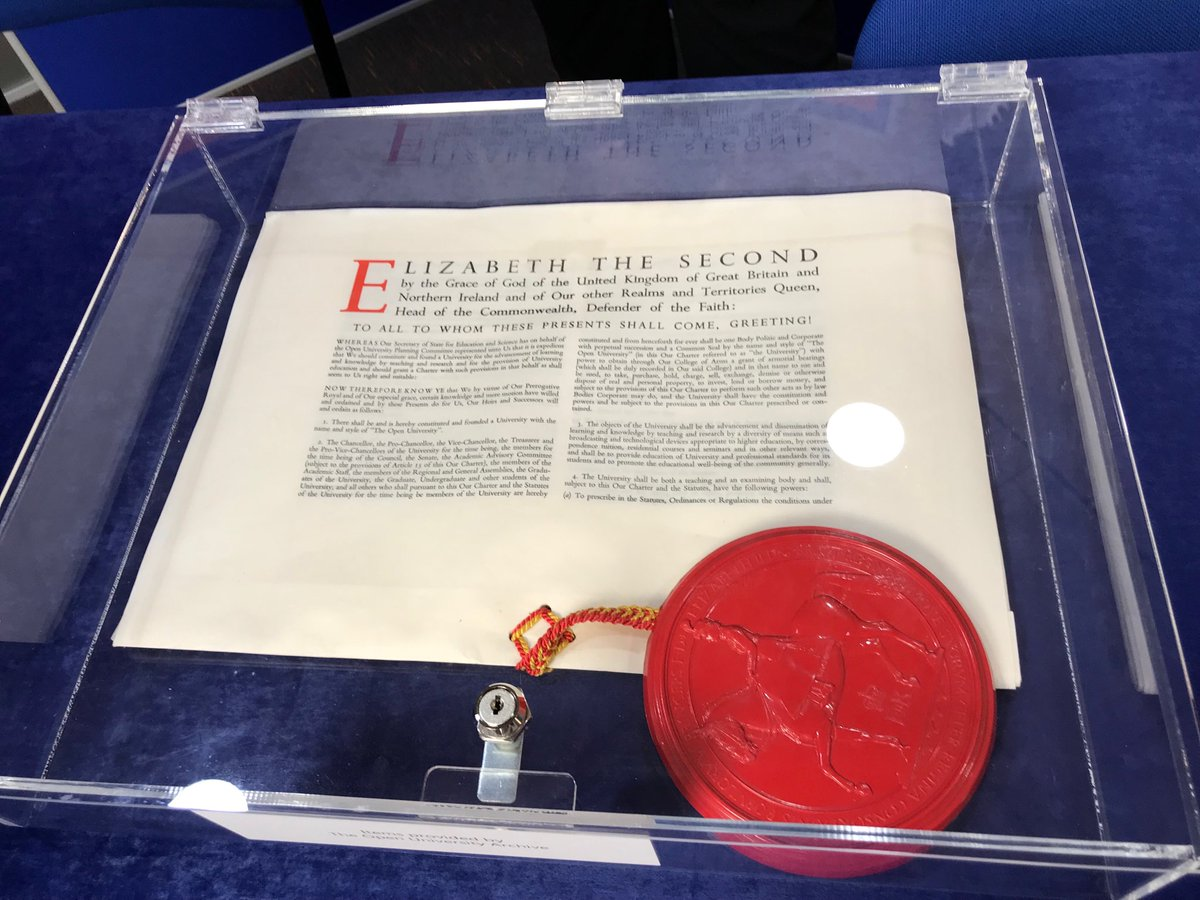
Une charte royale octroyée par Élisabeth II (en l’occurrence pour l’Open University).

Depuis le Moyen Âge, les boroughs sont des entités de gouvernement local autonomes généralement constituées autour de villes (towns) dotées de chartes d’érection en corporation octroyées par le roi d’Angleterre avant 1707, par le roi de Grande-Bretagne jusqu’en 1801 et enfin par le roi du Royaume-Uni. Ces actes juridiques leur confèrent de larges pouvoirs et leur permettent d’être gouvernés par une corporation municipale dirigée par un maire (mayor). Ainsi, la majorité des boroughs trouve une origine dans les chartes médiévales ou sont des boroughs institués par les Saxons.
Au milieu du XIXe siècle, les corporations municipales sont substantiellement réformées au Royaume-Uni par deux lois du Parlement. En Angleterre et au pays de Galles, leurs modifications sont régies par le Municipal Corporations Act 1835 (en) tandis qu’en Irlande, les transformations des corporations municipales sont soumises au Municipal Corporations (Ireland) Act 1840 (en). Les deux lois établissent un système uniforme de boroughs municipaux (municipal boroughs en anglais) devant être administrés par des conseils de ville élus par le contribuable soumis à la taxe d’habitation (ratepayers en anglais). En outre, elles offrent la possibilité à des conseils de ville de se doter du statut de borough par le biais d’une requête adressée au roi sollicitant une charte d’érection en corporation.
Le Municipal Corporations Act 1882 (en), une autre loi du Parlement, vise à abolir ou à réformer les derniers boroughs n’ayant pas été affectés par la loi de 1840 en Angleterre et au pays de Galles. Aussi, elle donne toujours aux conseils de ville le droit de requête pour former une corporation municipale. En matière de gouvernement local, le Local Government Act 1888 introduit dans la législation la notion de borough de comté (county borough en anglais) accordée à certains territoires permettant à ceux-ci d’être exclus du système des comtés administratifs et ainsi former un échelon administratif local unique et unitaire. De nombreux boroughs municipaux et comtés indépendants (counties corporate en anglais) sont érigés sous ce statut, qui modifie automatiquement leurs chartes d’érection en corporation au 1er avril 1889. Le système est exporté à l’Irlande par le Local Government (Ireland) Act 1898 (en).
Dans une logique de rationalisation des échelons inférieurs de gouvernement local, le Local Government Act 1894 (en) introduit les notions de districts urbains et ruraux à partir du maillage territorial des districts sanitaires. Les nouvelles formes, rattachées à un comté administratif, peuvent prendre le statut de borough municipal (dans les cas de districts sanitaires urbains) dont les titres et corporations propres sont conservés. Un découpage similaire de l’Irlande est formulé par le Local Government (Ireland) Act 1898 (en).
En Irlande-du-Nord, le Municipal Corporations Act (Northern Ireland) 1926 modifie le Municipal Corporations (Ireland) Act 1840 (en) en conférant aux districts urbains la prérogative de se doter du statut de borough par une requête adressée au gouverneur (en) proposant l’octroi d’une charte d’érection en corporation.

## Statuts modernes

### Angleterre et pays de Galles

#### Origine: le Local Government Act 1972
L’origine moderne du statut de borough se trouve, s’agissant de l’Angleterre et du pays de Galles, dans le Local Government Act 1972, une loi du Parlement sanctionnée le 26 octobre 1972 entrée en vigueur au 1er avril 1974. Elle réforme les zones de gouvernement local en abolissant les anciens comtés administratifs, les boroughs, les districts urbains et ruraux ainsi que leurs conseils. La loi institue en Angleterre comme au pays de Galles un système reposant sur les comtés au niveau supérieur et sur les districts au niveau inférieur.

#### Modalités d’acquisition

##### Octroi d’une charte
Au sens des dispositions de la section 245 du Local Government Act 1972, le conseil d’un district peut adresser une requête au monarque pour accorder une charte. Pour ce faire, une résolution approuvée par au moins les deux tiers des conseillers doit être soumise au souverain, qui, une fois reçue par celui-ci et sur avis du Conseil privé, doit accorder une charte stipulant que :
- le conseil du district prenne le nom du conseil du borough ;
- le président et le vice-président soient qualifiés des titres de maire (mayor) et de vice-maire (deputy mayor) du borough[a].

##### Préservation du statut
La loi de 1972 prévoit la préservation du statut de borough dans la section 246 :
« (1) Any privileges or rights belonging immediately before 1st April 1974 to the citizens or burgesses of an existing city or borough shall belong on and after that date to the inhabitants of the area of the existing city or borough. »
« (1) Tout privilège ou droit appartenant immédiatement avant le 1er avril 1974 aux citoyens ou bourgeois d’une cité ou d’un borough actuels appartient à partir de ce jour-ci et après aux habitants du territoire de la cité ou du borough actuels. »
Pour ce faire, le conseil du district doit adresser une requête à la reine avant le 1er avril 1974 afin que celle-ci approuve que l’usage par le district de n’importe quel titre anciennement accordé à un borough actuel — qui à cette date sera compris partiellement ou totalement dans le district en question — et que l’usage par le président et le vice-président du conseil du district de n’importe quel titre anciennement accordé au maire et vice-maire de ce borough soient exerçables au 1er avril 1974.
En ce qui concerne le district, la charte d’érection en corporation accordée doit être modifiée afin que :
- les pouvoirs de nomination exercés par la corporation du borough avant le 1er avril 1974 (dont le territoire est compris partiellement ou entièrement dans celui d’un district) soient transférés à l’échelle du district tout entier à l’entrée en vigueur de la charte ;
- les privilèges et droits appartenant aux citoyens et bourgeois d’une de ces corporations de borough avant le 1er avril 1974 appartiennent à ceux du district tout entier à l’entrée en vigueur de la charte ;
- elle comprenne les provisions nécessaires à l’application de la loi.

### Irlande-du-Nord

#### Origine: le Local Government Act (Northern Ireland) 1972
En Irlande-du-Nord, le statut moderne de borough est antérieur à la loi de 1972 applicable en Angleterre et au pays de Galles. Il est issu du Local Government Act (Northern Ireland) 1972, une loi du parlement d’Irlande-du-Nord sanctionnée le 25 mars 1972 entrée en vigueur au 1er octobre 1973. Cette loi réforme les zones de gouvernement local en abolissant elle aussi les anciens comtés administratifs, les boroughs, les districts urbains et ruraux ainsi que leurs conseils, pour y substituer un échelon administratif unique : le district de gouvernement local (local government district en anglais).

#### Modalités d’acquisition

##### Octroi d’une charte
Au sens des dispositions de la section 2 du Local Government Act (Northern Ireland) 1972, un conseil d’un district peut adresser une requête au gouverneur (en) (représentant du monarque) pour accorder une charte. Pour ce faire, une résolution spéciale (approuvée par au moins les deux tiers des conseillers) doit être soumise au gouverneur, qui, une fois reçue par celui-ci et sur avis du Conseil privé, doit accorder une charte stipulant que :
- le district soit connu comme un borough ;
- le conseil soit connu comme le conseil du borough ;
- le président et le vice-président du conseil soient connus comme le maire et le vice-maire du borough ;
- les conseillers qui sont désignés comme des échevins, conformément à la charte, soient connus comme les échevins du borough.

Il est précisé que la désignation du district sous le titre de borough n’affecte pas l’intégrité du conseil ni ne déroge à ses fonctions, mais la charte a des effets essentiellement à des fins cérémonielles et honorifiques (désignation des échevins ou l’attribution du droit de borough).
Alors que le poste de gouverneur et que le Conseil privé disparaissent d’après le Northern Ireland Constitution Act 1973 (en), les pouvoirs détenus sont respectivement transférés au secrétaire d’État pour l’Irlande-du-Nord et au monarque.

##### Préservation du statut
La loi de 1972 annule la charte de la corporation de chaque borough au 1er octobre 1973. Cependant, la section 132 permet la préservation du statut pour tout conseil inclus entièrement ou partiellement dans le territoire d’un borough si le conseil émet avant le 1er octobre 1973 une résolution indiquant que la charte de la corporation du borough aura des effets avec le district et si le nom du district est différent, que le nom de la corporation du borough soit changé pour correspondre à celui du district.
En outre, au 1er octobre 1973, la charte de la corporation de chaque borough de comté et celle de la corporation d’un borough dont le conseil de district a émis une résolution de préservation a automatiquement effet dans le cadre du district érigé par la loi de 1972 pour tout borough existant partiellement ou totalement immédiatement avant cette date sous réserve d’un décret d’application.
Toute corporation établie ou régie par ce type de charte :
- continue de porter le nom qu’elle détenait avant le 1er octobre 1973 sauf si une résolution modifie celui-ci, continue d’avoir une succession perpetuelle et agit au nom du conseil de district ;
- le président du conseil et les conseillers de ce conseil traités d’échevins par la charte sont respectivement titrés maire (ou lord-maire) et échevins du borough ;
- les électeurs du district, conformément à la charte, sont traités de bourgeois (ou citoyens) du borough.

## Privilèges

### Pouvoirs de nomination
Les chartes accordées permettent à un conseil de borough de nommer les « officiers locaux de dignité » (local officers of dignity) précédemment désignés par la corporation de borough abolie. Dans un borough, les principaux grades honorifiques sont :
- le recordership, avec un « juge municipal honoraire (en) » (honorary recorder), nommé par certains conseils de borough ou de cité en vertu du Courts Act 1971 (en), qui est généralement le juge de circuit supérieur dans la zone de compétence du conseil ;
- le shérifat (sheriffship), avec un « shérif » (sheriff), originellement responsable de l’exécution des ordonnance judiciaires et de l’application des lois dans les boroughs et cités qui étaient des comtés indépendants ;
- l’intendance (stewardship), avec un « grand intendant » (high steward), initialement chargé de l’administration des cours de justice du borough.

Cependant, il n’y existe pas de contrainte légale obligeant un conseil à nommer des personnes à ces fonctions.

### Titres des conseils, des présidents de conseil, des conseillers ou des habitants
L’ensemble des conseils de district dotés du statut de borough disposent du droit de s’intituler « conseil de borough » (council of the borough, selon la forme prescrite), tandis que leurs présidents et vice-présidents reçoivent respectivement les titres de « maire » (mayor en anglais) et de « vice-maire » (deputy mayor en anglais). Dans quelques boroughs, des titres additionnels rappelant une juridiction historique peuvent être liés à la position de maire. Les lord-maires de Chester et de Kingston upon Hull sont ainsi respectivement les amiraux de la Dee et de l’Humber ; le maire de Medway est connétable du Château et amiral de la Rivière ; les maires de Poole et de Southampton sont amiraux de ces ports,,,,,,.
Des titres additionnels ont pu être conservés par les lois de 1972 — c’est-à-dire, celle applicable en Angleterre et au pays de Galles et celle applicable en Irlande-du-Nord — au nom des dispositions de préservation de certains privilèges. Ainsi, les privilèges des citoyens et bourgeois (citizen and burgesses) d’un borough préexistant s’étendent à l’ensemble des habitants du borough érigé par la loi de 1972. En outre, certains membres d’un conseil de borough en Irlande-du-Nord peuvent porter le titre d’échevin (alderman en anglais) à la suite d’une élection par les membres du conseil lors la réunion annuelle générale,,.

### Attribution de distinctions honorifiques
À l’occasion d’une séance exceptionnelle réunie pour cette occasion, les conseils de borough sont habilités à octroyer des distinctions honorifiques à des personnalités sous réserve de passer une résolution adoptée à la majorité des deux tiers des membres votants. Au sens des lois de 1972, il peut s’agir de, :
- l’attribution du titre d’« échevin honoraire » (honorary alderman en anglais[e]) à un ancien membre du conseil ayant rendu d’éminents services à celui-ci sans en être membre (non applicable en Irlande-du-Nord) ;
- la remise de la citoyenneté d’honneur du borough (honorary freedom of the borough en anglais) à une personne ayant rendu d’éminents services au borough.

Les Local Government (Transitional, Incidental, Consequential and Supplemental Provisions) Regulations (Northern Ireland) 2015 sauvegardent les prérogatives des conseils de borough d’Irlande-du-Nord en matière d’attribution des distinctions de remises de la citoyenneté d’honneur à des personnalités pour les entités issues de la réforme entrée en vigueur au 1er avril 2015.

## Chartes royales d’érection en corporation
En Angleterre et pays de Galles, la charte royale d’élévation en borough est octroyée par le souverain sous la forme de lettres patentes cachetées du grand sceau du royaume et signées sous brevet de sa main. En Irlande-du-Nord, les lettres sont estampillées du grand sceau d’Irlande-du-Nord (en). Elles font l’objet d’une mention à la London Gazette pour les premières et à la Belfast Gazette pour les secondes.
Un charte octroyant le statut de borough n’est pas un acte juridique rendu par prérogative royale comme les autres chartes concédées. En effet, un tel octroi ne se fait qu’en vertu des dispositions légales par le monarque sur avis du Conseil privé selon la formule du roi ou de la reine en Conseil (King-in-Council ou Queen-in-Council en anglais). Avant 1973, en Irlande-du-Nord, la concession d’une charte royale se fait par le gouverneur (en), le représentant local du souverain, sur avis du Conseil privé selon la formule du gouverneur en Conseil (Governor-in-Council en anglais).
Les lettres patentes prennent des formes prescrites différentes selon le type d’érection : 
- celles modifiant une ancienne charte par requête d’un conseil de district concerné contiennent des éléments de préservation de titres et honneurs anciens attribués avant le 30 septembre 1973 en Irlande-du-Nord et avant le 31 mars 1974 en Angleterre et pays de Galles par les souverains précédents ;
- celles créant un borough après le 1er octobre 1973 en Irlande-du-Nord et après le 1er avril 1974 en Angleterre et pays de Galles ne contiennent que des dispositions faisant la mention que statut de borough s’applique à un district.

### Chartes modificatives
Dans le cadre de lettres patentes amendant une ancienne charte royale, la forme prescrite est la suivante : 
« Elizabeth the Second by the Grace of God of the United Kingdom of Great Britain and Northern Ireland and our other realms and territories Queen, Head of the Commonwealth, Defender of the Faith; 
 To all who presents shall come Greeting!
 
 Whereas certain new local government areas known as districts have been established by the Local Government Act 1972; 

And whereas a petition praying for the grant of a charter conferring upon the district of [name of the district] the status of a Borough has been presented unto us by the Council of the said district; 

And Whereas We are pleased by the advice of our Privy Council to grant a charter for such purpose; 

And Whereas the area of the said district includes the area of the former Borough of [name of the ancient borough] in respect of which a charter had been granted. 

Now therefore know ye that We by virtue of our Prerogative Royal and in pursuance of the Local Government Act 1972 and all other powers and authorities enabling Us in that behalf have granted and declared and by these Presents do grant and declare as follows; 
 1 The district of [name of the district] shall have the status of a Borough. 
2 Any powers to appoint local officers of dignity exercisable immediately before the 1st day of April One Thousand Nine Hundred and Seventy Four by the Mayor, Aldermen and Burgesses of the former Borough of [name of the ancient borough] shall be exercisable by the Council of the Borough of [name of the district] in respect of the whole of the Borough. 
 3 Any privileges or rights belonging immediately before the 1st day of April One Thousand Nine Hundred and Seventy Four to the Burgesses of the former Borough of [name of the ancient borough] shall belong to the inhabitants of the whole of the Borough of [name of the district]. 

 In witness whereof We have caused these our letters to be made Patent Witness Ourself at [place, day, month and year of reign] of Our reign 

By Warrant under the Queen’s sign manual. »
« Élisabeth II, par la grâce de Dieu reine du Royaume-Uni de Grande-Bretagne et d’Irlande-du-Nord et de nos autres royaumes et territoires, chef du Commonwealth, défenseur de la foi, 
 À tous ceux par qui les présentes verront salut !

Alors que certaines zones de gouvernement local dénommées districts ont été érigées par la loi sur le gouvernement local de 1972 ; 

 Et alors qu’une requête priant l’octroi d’une charte conférant au district de [nom du district] le statut de borough nous a été présentée par le conseil dudit district ; 

 Et alors que nous sommes heureux, par avis de notre Conseil privé, d’octroyer une charte à cette fin ; 

 Et alors que le territoire dudit district est inclus dans le territoire de l’ancien borough de [nom de l’ancien borough], pour lequel une charte a été octroyée.

 Sachez dès à présent que nous, en vertu de notre prérogative royale et conformément à la loi sur le gouvernement local de 1972 et par tous les autres pouvoirs et autorités nous habilitant à ce titre avons octroyé et déclarons par ces présentes octroyer et déclarer comme suit ; 
 1. Le district de [nom du district] détient le statut d’un borough.
2. Tout pouvoir de nomination des officiers locaux de dignité applicable immédiatement avant le premier jour d’avril mil neuf cents soixante-quatorze par le maire, les échevins et bourgeois de l’ancien borough de [nom de l’ancien borough] est applicable par le conseil du borough de [nom du district] à l’égard de l’ensemble du borough. 
3. Tout privilège ou droit appartenant immédiatement avant le premier jour d’avril mil neuf cents soixante-quatorze par les bourgeois de l’ancien borough de [nom de l’ancien borough] appartiennent aux habitants de l’ensemble du borough de [nom du district].

En foi de quoi, nous avons provoqué que celles-ci soient faites patentes nos lettres, nous-mêmes témoins à [lieu, jour, mois et année de règne] de notre règne. 

Par brevet de la reine signé de sa main. »

### Chartes d’érection
Dans le cadre de lettres patentes d’érection en borough, la forme prescrite est la suivante :
« Elizabeth the Second by the Grace of God of the United Kingdom of Great Britain and Northern Ireland and our other realms and territories Queen, Head of the Commonwealth, Defender of the Faith; 
 To all who presents shall come Greeting!
 
 Whereas certain new local government areas known as districts were established by the Local Government Act 1972; 

And whereas a petition praying for the grant of a charter conferring upon the district of [name of the district] the status of a borough has been presented unto Us by the council of the said district; 

And whereas We are pleased by the advice of Our Privy Council to grant a charter for such purpose; 

 Now therefore kwow ye that We, by virtue of Our Prerogative Royal and in pursuance of the Local Government Act 1972 and of all other powers and authorities enabling Us in that behalf, have granted and declared and by these Presents do grant and declare that the district of [name of the district] shall have the status of a borough. 

This Our Charter shall take effect upon the [date of the effect].

 In witness whereof We have caused these our letters to be made Patent Witness Ourself at [place, day, month and year of reign] of Our reign 

By Warrant under the Queen’s sign manual. »
« Élisabeth II, par la grâce de Dieu reine du Royaume-Uni de Grande-Bretagne et d’Irlande-du-Nord et de nos autres royaumes et territoires, chef du Commonwealth, défenseur de la foi, 
 À tous ceux par qui les présentes verront salut !

Alors que certaines zones de gouvernement local dénommées districts ont été érigées par la loi sur le gouvernement local de 1972 ; 

 Et alors qu’une requête priant l’octroi d’une charte conférant au district de [nom du district] le statut de borough nous a été présentée par le conseil dudit district ; 

 Et alors que nous sommes heureux, par avis de notre Conseil privé, d’octroyer une charte à cette fin ; 

 Sachez dès à présent que nous, en vertu de notre prérogative royale et conformément à la loi sur le gouvernement local de 1972 et par tous les autres pouvoirs et autorités nous habilitant à ce titre avons octroyé et déclarons par ces présentes octroyer et déclarer que le district de [nom du district] détient le statut d’un borough.

Ceci notre charte prend effet au [date d’effet de la charte].

En foi de quoi, nous avons provoqué que celles-ci soient faites patentes nos lettres, nous-mêmes témoins à [lieu, jour, mois et année de règne] de notre règne. 

Par brevet de la reine signé de sa main. »

## Listes de boroughs

### Boroughs en Angleterre
Le statut de borough est régulé par la section 245 de la loi de 1972 depuis 1974 pour les districts en Angleterre.
| District                   | Charte d’érection en corporation       | Charte d’érection en corporation | Borough préexistant | Autre statut                                 |
| District                   | Octroi                                 | Entrée en vigueur                | Borough préexistant | Autre statut                                 |
| -------------------------- | -------------------------------------- | -------------------------------- | --- | -------------------------------------------- |
| Allerdale                  |                                        | 4 juin 1992                      | Workington (1883-1974)                                                                                                 |                                              |
| Amber Valley               | Décret en Conseil du 7 mars 1989       | 17 mai 1989                      | Aucun |                                              |
| Ashford                    | Décret en Conseil du 21 mai 1974       | 1er avril 1974                   | Tenterden (1835-1974)                                                                                                  |                                              |
| Barnsley                   | Décret en Conseil du 24 octobre 1973   | 1er avril 1974                   | Barnsley (1869-1974)                                                                                                   |                                              |
| Barrow-in-Furness          | Décret en Conseil du 10 avril 1974     | 1er avril 1974                   | Barrow-in-Furness (1867-1974)                                                                                          |                                              |
| Basildon                   |                                        | 26 octobre 2010                  | Aucun |                                              |
| Basingstoke and Deane      | Décret en Conseil du 21 décembre 1977  | 20 janvier 1978                  | Basingstoke (1835-1974)                                                                                                |                                              |
| Bath                       | Décret en Conseil du 13 novembre 1973  | 1er avril 1974                   | Bath (1835-1974) | Cité par lettres patentes du 1er avril 1974  |
| Brewick-upon-Tweed (en)    | Décret en Conseil du 10 avril 1974     | 1er avril 1974                   | Berwick-upon-Tweed (1835-1974)                                                                                         |                                              |
| Beverley (en),             | Décret en Conseil du 25 janvier 1974   | 1er avril 1974                   | Beverley (1835-1974)                                                                                                   |                                              |
| Birmingham                 | Décret en Conseil du 21 mai 1974       | 1er avril 1974                   | Birmingham (1838-1974) Sutton Coldfield (1885-1974)                                                                    | Cité par lettres patentes du 25 juin 1974    |
| Blackburn                  | Décret en Conseil du 10 avril 1974     | 1er avril 1974                   | Blackburn (1851-1974) Darwen (1878-1974)                                                                               |                                              |
| Blackpool                  | Décret en Conseil du 24 octobre 1973   | 1er avril 1974                   | Blackpool (1876-1974)                                                                                                  |                                              |
| Blyth Valley               | Décret en Conseil du 12 décembre 1973  | 1er avril 1974                   | Blyth (1922-1974) |                                              |
| Boothferry (en)            | Décret en Conseil du 21 mars 1978      | 28 avril 1978                    | Goole (1933-1974) |                                              |
| Bolton                     | Décret en Conseil du 12 décembre 1973  | 1er avril 1974                   | Bolton (1838-1974) |                                              |
| Boston (en)                | Décret en Conseil du 21 mai 1974       | 1er avril 1974                   | Boston (1835-1974) |                                              |
| Bournemouth                | Décret en Conseil du 10 avril 1974     | 1er avril 1974                   | Bournemouth (1890-1974)                                                                                                |                                              |
| Bracknell Forest           | Décret en Conseil du 28 avril 1988     | 27 avril 1988                    | Aucun |                                              |
| Bradford                   | Décret en Conseil du 25 janvier 1974   | 1er avril 1974                   | Bradford (1847-1974)                                                                                                   | Cité par lettres patentes du 1er avril 1974  |
| Brentwood                  | Décret en Conseil du 10 mars 1993      | 27 avril 1993                    | Aucun |                                              |
| Brighton                   | Décret en Conseil du 24 octobre 1973   | 1er avril 1974                   | Brighton (1854-1974)                                                                                                   |                                              |
| Brighton and Hove          |                                        | 1er avril 1997                   | Brighton (1974-1997) Hove (1974-1997)                                                                                  | Cité par lettres patentes du 31 janvier 2001 |
| Bristol                    | Décret en Conseil du 24 octobre 1973   | 1er avril 1974                   | Bristol (1835-1974) | Cité par lettres patentes du 1er avril 1974  |
| Broxbourne                 | Décret en Conseil du 24 octobre 1973   | 1er avril 1974                   | Aucun |                                              |
| Broxtowe                   | Décret en Conseil du 11 octobre 1977   | 10 novembre 1977                 | Aucun |                                              |
| Burnley (en)               | Décret en Conseil du 19 décembre 1973  | 1er avril 1974                   | Burnley (1861-1974) |                                              |
| Bury                       | Décret en Conseil du 13 novembre 1973  | 1er avril 1974                   | Bury (1876-1974) |                                              |
| Calderdale                 | Décret en Conseil du 12 décembre 1973  | 1er avril 1974                   | Brighouse (1893-1974) Halifax (1848-1974) Todmorden (1896-1974)                                                        |                                              |
| Cambridge                  | Décret en Conseil du 10 avril 1974     | 1er avril 1974                   | Cambridge (1835-1974)                                                                                                  | Cité par lettres patentes du 28 mai 1974     |
| Canterbury                 | Décret en Conseil du 10 avril 1974     | 1er avril 1974                   | Canterbury (1835-1974)                                                                                                 | Cité par lettres patentes du 28 mai 1974     |
| Carlisle                   | Décret en Conseil du 24 octobre 1973   | 1er avril 1974                   | Carlisle (1835-1974)                                                                                                   | Cité par lettres patentes du 1er avril 1974  |
| Castle Morpeth             | Décret en Conseil du 10 avril 1974     | 1er avril 1974                   | Morpeth (1835-1974) |                                              |
| Castle Point               | Décret en Conseil du 19 décembre 1991  | 1er février 1992                 | Aucun |                                              |
| Charnwood                  | Décret en Conseil du 10 avril 1974     | 1er avril 1974                   | Loughborough (1888-1974)                                                                                               |                                              |
| Chelmsford                 | Décret en Conseil du 11 octobre 1977   | 10 novembre 1977                 | Chelmsford | Cité par lettres patentes du 1er juin 2012   |
| Cheltenham                 | Décret en Conseil du 24 octobre 1973   | 1er avril 1974                   | Cheltenham (1876-1974)                                                                                                 |                                              |
| Cheshire East              | Décret en Conseil du 10 décembre 2008  | 1er avril 2009                   | Congleton (1974-2009) Crewe and Nantwich (1974-2009) Macclesfield (1974-2009)                                          |                                              |
| Cheshire West and Chester  | Décret en Conseil du 10 décembre 2008  | 1er avril 2009                   | Chester (1974-2009) Ellesmere Port and Neston (1974-2009) Vale Royal (1988-2009)                                       |                                              |
| Chester (en)               | Décret en Conseil du 10 avril 1974     | 1er avril 1974                   | Chester (1835-1974) | Cité par lettres patentes du 28 mai 1974     |
| Chesterfield               | Décret en Conseil du 25 janvier 1974   | 1er avril 1974                   | Chesterfield (1835-1974)                                                                                               |                                              |
| Chorley                    | Décret en Conseil du 24 octobre 1973   | 1er avril 1974                   | Chorley (1881-1974) |                                              |
| Christchurch               | Décret en Conseil du 25 janvier 1974   | 1er avril 1974                   | Christchurch (1886-1974)                                                                                               |                                              |
| Cleethorpes                | Décret en Conseil du 17 septembre 1975 | 11 septembre 1975                | Cleethorpes (1936-1974)                                                                                                |                                              |
| Colchester                 | Décret en Conseil du 13 novembre 1973  | 1er avril 1974                   | Colchester (1835-1974)                                                                                                 |                                              |
| Congelton (en)             | Décret en Conseil du 21 mai 1974       | 1er avril 1974                   | Congleton (1835-1974)                                                                                                  |                                              |
| Copeland                   | Décret en Conseil du 10 avril 1974     | 1er avril 1974                   | Whitehaven (1894-1974)                                                                                                 |                                              |
| Corby                      | Décret en Conseil du 1er mars 1993     | 1er mars 1993                    | Aucun |                                              |
| Coventry                   | Décret en Conseil du 19 décembre 1973  | 1er avril 1974                   | Coventry (1835-1974)                                                                                                   | Cité par lettres patentes du 1er avril 1974  |
| Crawley                    | Décret en Conseil du 13 novembre 1973  | 1er avril 1974                   | Aucun |                                              |
| Crewe and Nantwich (en)    | Décret en Conseil du 10 avril 1974     | 1er avril 1974                   | Crewe (1877-1974) |                                              |
| Dacorum                    | Décret en Conseil du 10 octobre 1984   | 10 octobre 1984                  | Hemel Hempstead (1898-1974)                                                                                            |                                              |
| Darlington                 | Décret en Conseil du 12 décembre 1973  | 1er avril 1974                   | Darlington (1867-1974)                                                                                                 |                                              |
| Dartford                   | Décret en Conseil du 11 mai 1977       | 22 avril 1977                    | Dartford (1933-1974)                                                                                                   |                                              |
| Derby                      | Décret en Conseil du 21 avril 1974     | 1er avril 1974                   | Derby (1835-1974) | Cité par lettres patentes du 7 juin 1977     |
| Doncaster                  | Décret en Conseil du 24 octobre 1973   | 1er avril 1974                   | Doncaster (1835-1974)                                                                                                  |                                              |
| Dudley                     | Décret en Conseil du 25 janvier 1974   | 1er avril 1974                   | Dudley (1865-1974) Halesowen (1936-1974) Stourbridge (1914-1974)                                                       |                                              |
| Durham (en)                | Décret en Conseil du 24 octobre 1973   | 1er avril 1974                   | Durham and Framwelgate (en) (1835-1974)                                                                                | Cité par lettres patentes du 1er avril 1974  |
| East Staffordshire         | Décret en Conseil du 16 octobre 1991   | 11 mai 1992                      | Burton upon Trent (1878-1974)                                                                                          |                                              |
| Eastbourne                 | Décret en Conseil du 12 décembre 1973  | 1er avril 1974                   | Eastbourne (1883-1974)                                                                                                 |                                              |
| Eastleigh (en)             | Décret en Conseil du 24 octobre 1973   | 1er avril 1974                   | Eastleigh (1936-1974)                                                                                                  |                                              |
| Ellesmere Port (en),       | Décret en Conseil du 12 décembre 1973  | 1er avril 1974                   | Ellesmere Port (1955-1974)                                                                                             |                                              |
| Elmbridge                  | Décret en Conseil du 9 janvier 1974    | 1er avril 1974                   | Aucun |                                              |
| Epsom and Ewell            | Décret en Conseil du 24 octobre 1973   | 1er avril 1974                   | Epsom and Ewell (1937-1974)                                                                                            |                                              |
| Erewash                    | Décret en Conseil du 28 juin 1974      | 1er avril 1974                   | Ilkeston (1887-1974)                                                                                                   |                                              |
| Exeter                     | Décret en Conseil du 12 décembre 1973  | 1er avril 1974                   | Exeter (1835-1974) | Cité par lettres patentes du 1er avril 1974  |
| Fareham (en)               | Décret en Conseil du 12 décembre 1973  | 1er avril 1974                   | Aucun |                                              |
| Fylde                      | Décret en Conseil du 12 décembre 1973  | 1er avril 1974                   | Lytham St Annes (1922-1974)                                                                                            |                                              |
| Gateshead                  | Décret en Conseil du 13 novembre 1973  | 1er avril 1974                   | Gateshead (1835-1974)                                                                                                  |                                              |
| Gedling                    | Décret en Conseil du 20 février 1974   | 1er avril 1974                   | Aucun |                                              |
| Gillingham                 | Décret en Conseil du 13 novembre 1973  | 1er avril 1974                   | Gillingham (1903-1974)                                                                                                 |                                              |
| Glanford (en)              | Décret en Conseil du 24 octobre 1973   | 1er avril 1974                   | Aucun |                                              |
| Gloucester                 | Décret en Conseil du 24 octobre 1973   | 1er avril 1974                   | Gloucester (1835-1974)                                                                                                 | Cité par lettres patentes du 1er avril 1974  |
| Gosport                    | Décret en Conseil du 24 octobre 1973   | 1er avril 1974                   | Gosport (1922-1974) |                                              |
| Gravesham                  | Décret en Conseil du 10 avril 1974     | 1er avril 1974                   | Gravesend (1835-1974)                                                                                                  |                                              |
| Great Yarmouth             | Décret en Conseil du 21 mai 1974       | 1er avril 1974                   | Great Yarmouth (1835-1974)                                                                                             |                                              |
| Grimsby,                   | Décret en Conseil du 13 novembre 1973  | 1er avril 1974                   | Grimsby (1835-1974) |                                              |
| Guildford                  | Décret en Conseil du 13 novembre 1973  | 1er avril 1974                   | Guildford (1835-1974)                                                                                                  |                                              |
| Halton                     | Décret en Conseil du 19 décembre 1973  | 1er avril 1974                   | Widnes (1892-1974) |                                              |
| Harrogate                  | Décret en Conseil du 25 janvier 1974   | 1er avril 1974                   | Harrogate (1884-1974)                                                                                                  |                                              |
| Hartlepool                 | Décret en Conseil du 24 octobre 1973   | 1er avril 1974                   | Hartlepool (1967-1974)                                                                                                 |                                              |
| Hastings                   | Décret en Conseil du 12 décembre 1973  | 1er avril 1974                   | Hastings (1835-1974)                                                                                                   |                                              |
| Havant (en)                | Décret en Conseil du 13 novembre 1973  | 1er avril 1974                   | Aucun |                                              |
| Hereford                   | Décret en Conseil du 24 octobre 1973   | 1er avril 1974                   | Hereford (1835-1974)                                                                                                   | Cité par lettres patentes du 1er avril 1974  |
| Hertsmere                  | Décret en Conseil du 30 mars 1977      | 15 avril 1977                    | Aucun |                                              |
| High Peak                  | Décret en Conseil du 13 novembre 1973  | 1er avril 1974                   | Buxton (1917-1974) Glossop (1866-1974)                                                                                 |                                              |
| Hinckley and Bosworth      | Décret en Conseil du 20 février 1974   | 1er avril 1974                   | Aucun |                                              |
| Holderness                 | Décret en Conseil du 26 juillet 1977   | 5 septembre 1977                 | Hedon (1861-1974) |                                              |
| Hove                       | Décret en Conseil du 24 octobre 1973   | 1er avril 1974                   | Hove (1898-1974) |                                              |
| Hyndburn                   | Décret en Conseil du 25 janvier 1974   | 1er avril 1974                   | Accrington (1878-1974)                                                                                                 |                                              |
| Ipswich                    | Décret en Conseil du 21 mai 1974       | 1er avril 1974                   | Ipswich (1835-1974) |                                              |
| Kettering                  | Décret en Conseil du 29 mai 1974       | 1er avril 1974                   | Kettering (1938-1974)                                                                                                  |                                              |
| Kingston upon Hull         | Décret en Conseil du 12 février 1975   | 1er avril 1974                   | Kingston upon Hull (1835-1974)                                                                                         | Cité par lettres patentes du 18 mars 1975    |
| Kingswood (en)             | Décret en Conseil du 2 février 1987    | 20 mai 1987                      | Aucun |                                              |
| Kirklees                   | Décret en Conseil du 24 octobre 1973   | 1er avril 1974                   | Batley (1868-1974) Dewsbury (1862-1974) Huddersfield (1868-1974) Spenborough (en) (1955-1974)                          |                                              |
| Knowsley                   | Décret en Conseil du 24 octobre 1973   | 1er avril 1974                   | Aucun |                                              |
| Lancastre                  | Décret en Conseil du 25 janvier 1974   | 1er avril 1974                   | Lancastre (1835-1974)                                                                                                  | Cité par lettres patentes du 1er avril 1974  |
| Langbaurgh                 | Décret en Conseil du 12 décembre 1973  | 1er avril 1974                   | Redcar (1921-1974) Teesside (en) (1967-1974)                                                                           |                                              |
| Leeds                      | Décret en Conseil du 24 octobre 1973   | 1er avril 1974                   | Leeds (1835-1974) Pudsey (1889-1974)                                                                                   | Cité par lettres patentes du 1er avril 1974  |
| Leicester                  | Décret en Conseil du 13 novembre 1973  | 1er avril 1974                   | Leicester (1835-1974)                                                                                                  | Cité par lettres patentes du 1er avril 1974  |
| Lincoln                    | Décret en Conseil du 10 avril 1974     | 1er avril 1974                   | Lincoln (1835-1974) | Cité par lettres patentes du 28 mai 1974     |
| Liverpool                  | Décret en Conseil du 21 mai 1974       | 1er avril 1974                   | Liverpool (1835-1974)                                                                                                  | Cité par lettres patentes du 25 juin 1974    |
| Luton                      | Décret en Conseil du 24 octobre 1973   | 1er avril 1974                   | Luton (1876-1974) |                                              |
| Macclesfield (en)          | Décret en Conseil du 25 janvier 1974   | 1er avril 1974                   | Macclesfield (1835-1974)                                                                                               |                                              |
| Maidstone                  | Décret en Conseil du 10 avril 1974     | 1er avril 1974                   | Maidstone (1835-1974)                                                                                                  |                                              |
| Manchester                 | Décret en Conseil du 13 novembre 1973  | 1er avril 1974                   | Manchester (1838-1974)                                                                                                 | Cité par lettres patentes du 1er avril 1974  |
| Medina (en)                | Décret en Conseil du 25 janvier 1974   | 1er avril 1974                   | Newport (1835-1974) Ryde (1868-1974)                                                                                   |                                              |
| Medway, (1re érection)     | Décret en Conseil du 21 mai 1974       | 1er avril 1974                   | Chatham (1890-1974) Rochester (1835-1974)                                                                              | Cité par lettres patentes du 25 janvier 1982 |
| Medway (2de érection)      |                                        | 1er avril 1998                   | Gillingham (1974-1998) Rochester upon Medway (1974-1998)                                                               |                                              |
| Melton                     | Décret en Conseil du 26 mars 1974      | 1er avril 1974                   | Aucun |                                              |
| Middlesbrough              | Décret en Conseil du 10 avril 1974     | 1er avril 1974                   | Middlesbrough (1863-1974) Teesside (en) (1967-1974)                                                                    |                                              |
| Milton Keynes              | Décret en Conseil du 25 janvier 1974   | 1er avril 1974                   | Aucun |                                              |
| Newcastle-under-Lyme (en)  | Décret en Conseil du 9 janvier 1974    | 1er avril 1974                   | Newcastle-under-Lyme (1835-1974)                                                                                       |                                              |
| Newcastle upon Tyne        | Décret en Conseil du 25 janvier 1974   | 1er avril 1974                   | Newcastle upon Tyne (1835-1974)                                                                                        | Cité par lettres patentes du 1er avril 1974  |
| Northampton                | Décret en Conseil du 24 octobre 1973   | 1er avril 1974                   | Northampton (1835-1974)                                                                                                |                                              |
| North Bedfordshire         | Décret en Conseil du 17 septembre 1975 | 16 octobre 1975                  | Bedford (1835-1974) |                                              |
| North East Lincolnshire    |                                        | 23 août 1996                     | Cleethorpes (en) (1975-1996) Great Grimsby (1974-1996)                                                                 |                                              |
| North Lincolnshire         |                                        | 19 décembre 1996                 | Boothferry (en) (1978-1996) Glanford (en) (1974-1996) Scunthorpe (1974-1996)                                           |                                              |
| North Tyneside             | Décret en Conseil du 13 novembre 1973  | 1er avril 1974                   | Tynemouth (1849-1974) Wallsend (1901-1974)                                                                             |                                              |
| North Warwickshire         | Décret en Conseil du 20 février 1974   | 1er avril 1974                   | Aucun |                                              |
| North Wolds (en)           | Décret en Conseil du 12 décembre 1973  | 1er avril 1974                   | Bridlington (1899-1974)                                                                                                |                                              |
| Norwich                    | Décret en Conseil du 25 janvier 1974   | 1er avril 1974                   | Norwich (1835-1974) | Cité par lettres patentes du 1er avril 1974  |
| Nottingham                 | Décret en Conseil du 9 janvier 1974    | 1er avril 1974                   | Nottingham (1835-1974)                                                                                                 | Cité par lettres patentes du 1er avril 1974  |
| Nuneaton                   | Décret en Conseil du 12 décembre 1973  | 1er avril 1974                   | Nuneaton (1907-1974)                                                                                                   |                                              |
| Oadby and Wigston          | Décret en Conseil du 20 février 1974   | 1er avril 1974                   | Aucun |                                              |
| Oldham                     | Décret en Conseil du 24 octobre 1973   | 1er avril 1974                   | Oldham (1849-1974) |                                              |
| Oswestry (en)              | Décret en Conseil du 24 octobre 1973   | 1er avril 1974                   | Oswestry (1835-1974)                                                                                                   |                                              |
| Oxford                     | Décret en Conseil du 13 novembre 1973  | 1er avril 1974                   | Oxford (1835-1974) | Cité par lettres patentes du 1er avril 1974  |
| Pendle                     | Décret en Conseil du 27 octobre 1976   | 15 septembre 1976                | Colne (1895-1974) Nelson (1890-1974)                                                                                   |                                              |
| Peterborough               | Décret en Conseil du 21 mai 1974       | 1er avril 1974                   | Peterborough (1874-1974)                                                                                               | Cité par lettres patentes du 25 juin 1974    |
| Plymouth                   | Décret en Conseil du 24 octobre 1973   | 1er avril 1974                   | Plymouth (1835-1974)                                                                                                   | Cité par lettres patentes du 1er avril 1974  |
| Poole                      | Décret en Conseil du 21 mai 1974       | 1er avril 1974                   | Poole (1835-1974) |                                              |
| Portsmouth                 | Décret en Conseil du 13 novembre 1973  | 1er avril 1974                   | Portsmouth (1835-1974)                                                                                                 | Cité par lettres patentes du 1er avril 1974  |
| Preston                    | Décret en Conseil du 25 janvier 1974   | 1er avril 1974                   | Preston (1835-1974) | Cité par lettres patentes du 16 mai 2002     |
| Reading                    | Décret en Conseil du 10 avril 1974     | 1er avril 1974                   | Reading (1835-1974) |                                              |
| Redditch                   | Décret en Conseil du 21 avril 1980     | 20 mai 1980                      | Aucun |                                              |
| Reigate and Banstead       | Décret en Conseil du 10 avril 1974     | 1er avril 1974                   | Reigate (1835-1974) |                                              |
| Restormel                  | Décret en Conseil du 9 janvier 1974    | 1er avril 1974                   | St Austell with Fowey (en) (1968-1974)                                                                                 |                                              |
| Ribble Valley              | Décret en Conseil du 25 janvier 1974   | 1er avril 1974                   | Clitheroe (1835-1974)                                                                                                  |                                              |
| Rochdale                   | Décret en Conseil du 24 octobre 1973   | 1er avril 1974                   | Heywood (1881-1974) Middleton (1886-1974) Rochdale (1856-1974)                                                         |                                              |
| Rossendale                 | Décret en Conseil du 21 mai 1974       | 1er avril 1974                   | Bacup (1882-1974) Haslingden (1891-1974) Rawtenstall (1891-1974)                                                       |                                              |
| Rotherham                  | Décret en Conseil du 24 octobre 1973   | 1er avril 1974                   | Rotherham (1871-1974)                                                                                                  |                                              |
| Rugby                      | Décret en Conseil du 12 décembre 1973  | 1er avril 1974                   | Rugby (1932-1974) |                                              |
| Runnymede                  | Décret en Conseil du 21 décembre 1977  | 20 janvier 1978                  | Aucun |                                              |
| Rushcliffe                 | Décret en Conseil du 9 janvier 1974    | 1er avril 1974                   | Aucun |                                              |
| Rushmoor                   | Décret en Conseil du 10 avril 1974     | 1er avril 1974                   | Aldershot (1922-1974)                                                                                                  |                                              |
| Salford                    | Décret en Conseil du 19 décembre 1973  | 1er avril 1974                   | Eccles (1892-1974) Salford (1844-1974) Swinton and Pendlebury (en) (1934-1974)                                         | Cité par lettres patentes du 1er avril 1974  |
| Sandwell                   | Décret en Conseil du 25 janvier 1974   | 1er avril 1974                   | Warley (en) (1966-1974) West Bromwich (1966-1974)                                                                      |                                              |
| Scarborough                | Décret en Conseil du 24 octobre 1973   | 1er avril 1974                   | Scarborough (1835-1974)                                                                                                |                                              |
| Scunthorpe                 | Décret en Conseil du 10 avril 1974     | 1er avril 1974                   | Scunthorpe (1936-1974)                                                                                                 |                                              |
| Sedgefield (en)            |                                        | 17 octobre 1996                  | Aucun |                                              |
| Sefton                     | Décret en Conseil du 18 mars 1975      | 1er avril 1974                   | Bootle (1868-1974) Crosby (1937-1974) Southport (1866-1974)                                                            |                                              |
| Sheffield                  | Décret en Conseil du 10 avril 1974     | 1er avril 1974                   | Sheffield (1843-1974)                                                                                                  | Cité par lettres patentes du 28 mai 1974     |
| Shrewsbury and Atcham (en) | Décret en Conseil du 29 mai 1974       | 1er avril 1974                   | Shrewsbury (1835-1974)                                                                                                 |                                              |
| Slough                     | Décret en Conseil du 19 décembre 1973  | 1er avril 1974                   | Slough (1938-1974) |                                              |
| Solihull                   | Décret en Conseil du 24 octobre 1973   | 1er avril 1974                   | Solihull (1954-1974)                                                                                                   |                                              |
| South Ribble               | Décret en Conseil du 13 novembre 1973  | 1er avril 1974                   | Aucun |                                              |
| South Tyneside             | Décret en Conseil du 10 avril 1974     | 1er avril 1974                   | Jarrow (1875-1974) South Shields (1850-1974)                                                                           |                                              |
| South Wight                | Décret en Conseil du 18 décembre 1974  | 1er avril 1974                   | Aucun |                                              |
| Southampton                | Décret en Conseil du 25 janvier 1974   | 1er avril 1974                   | Southampton (1835-1974)                                                                                                | Cité par lettres patentes du 1er avril 1974  |
| Southend-on-Sea            | Décret en Conseil du 12 décembre 1973  | 1er avril 1974                   | Southend-on-Sea (1892-1974)                                                                                            |                                              |
| Spelthorne                 | Décret en Conseil du 20 février 1974   | 1er avril 1974                   | Aucun |                                              |
| St Albans                  | Décret en Conseil du 29 mai 1974       | 1er avril 1974                   | St Albans (1835-1974)                                                                                                  | Cité par lettres patentes du 9 juillet 1974  |
| St Edmundsbury             | Décret en Conseil du 10 avril 1974     | 1er avril 1974                   | Bury St Edmunds (1835-1974)                                                                                            |                                              |
| St Helens                  | Décret en Conseil du 12 décembre 1973  | 1er avril 1974                   | St Helens (1868-1974)                                                                                                  |                                              |
| Stafford                   | Décret en Conseil du 10 avril 1974     | 1er avril 1974                   | Stafford (1835-1974)                                                                                                   |                                              |
| Stevenage                  | Décret en Conseil du 20 février 1974   | 1er avril 1974                   | Aucun |                                              |
| Stockport                  | Décret en Conseil du 24 octobre 1973   | 1er avril 1974                   | Stockport (1835-1974)                                                                                                  |                                              |
| Stockton-on-Tees           | Décret en Conseil du 10 avril 1974     | 1er avril 1974                   | Teesside (en) (1967-1974)                                                                                              |                                              |
| Stoke-on-Trent             | Décret en Conseil du 10 avril 1974     | 1er avril 1974                   | Stoke-on-Trent (1910-1974)                                                                                             | Cité par lettres patentes du 28 mai 1974     |
| Sunderland                 | Décret en Conseil du 12 décembre 1973  | 1er avril 1974                   | Sunderland (1835-1974)                                                                                                 | Cité par lettres patentes du 23 mars 1992    |
| Surrey Heath               | Décret en Conseil du 20 février 1974   | 1er avril 1974                   | Aucun |                                              |
| Swale                      | Décret en Conseil du 21 décembre 1977  | 20 janvier 1978                  | Faversham (1835-1974) Queenborough-in-Sheppey (en) (1968-1974)                                                         |                                              |
| Tameside                   | Décret en Conseil du 9 janvier 1974    | 1er avril 1974                   | Ashton-under-Lyne (1847-1974) Dukinfield (1899-1974) Hyde (1881-1974) Mossley (en) (1885-1974) Stalybridge (1857-1974) |                                              |
| Tamworth                   | Décret en Conseil du 25 janvier 1974   | 1er avril 1974                   | Tamworth (1835-1974)                                                                                                   |                                              |
| Taunton Deane              | Décret en Conseil du 12 février 1975   | 1er avril 1974                   | Taunton (1885-1974) |                                              |
| Telford and Wrekin         |                                        | 29 mai 2002                      | Aucun |                                              |
| Test Valley                | Décret en Conseil du 27 octobre 1976   | 22 octobre 1976                  | Andover (1835-1974) Romsey (1835-1974)                                                                                 |                                              |
| Tewkesbury                 | Décret en Conseil du 24 octobre 1973   | 1er avril 1974                   | Tewkesbury (1835-1974)                                                                                                 |                                              |
| Thamesdown                 | Décret en Conseil du 19 décembre 1973  | 1er avril 1974                   | Swindon (1900-1974) |                                              |
| Thurrock                   | Décret en Conseil du 13 novembre 1973  | 1er avril 1974                   | Aucun |                                              |
| Tonbridge and Malling      | Décret en Conseil du 19 novembre 1983  | 16 décembre 1983                 | Aucun |                                              |
| Torbay                     | Décret en Conseil du 24 octobre 1973   | 1er avril 1974                   | Torbay (1968-1974) |                                              |
| Trafford                   | Décret en Conseil du 25 janvier 1974   | 1er avril 1974                   | Altrincham (1937-1974) Sale (1935-1974) Stretford (1933-1974)                                                          |                                              |
| Tunbridge Wells            | Décret en Conseil du 14 novembre 1974  | 1er avril 1974                   | Royal Tunbridge Wells (1888-1974)                                                                                      |                                              |
| Vale Royal (en)            | Décret en Conseil du 23 mars 1988      | 5 mai 1988                       | Aucun |                                              |
| Wakefield                  | Décret en Conseil du 10 avril 1974     | 1er avril 1974                   | Castleford (1955-1974) Ossett (1890-1974) Pontefract (1835-1974) Wakefield (1848-1974)                                 | Cité par lettres patentes du 28 mai 1974     |
| Walsall                    | Décret en Conseil du 24 octobre 1973   | 1er avril 1974                   | Walsall (1835-1974) |                                              |
| Warrington                 | Décret en Conseil du 10 avril 1974     | 1er avril 1974                   | Warrington (1847-1974)                                                                                                 |                                              |
| Watford                    | Décret en Conseil du 13 novembre 1973  | 1er avril 1974                   | Watford (1922-1974) |                                              |
| Waverley                   | Décret en Conseil du 21 décembre 1983  | 21 janvier 1984                  | Godalming (1835-1974)                                                                                                  |                                              |
| Wellingborough             | Décret en Conseil du 20 février 1974   | 1er avril 1974                   | Aucun |                                              |
| Welwyn Hatfield            |                                        |                                  | Aucun |                                              |
| West Devon                 | Décret en Conseil du 7 avril 1982      | 27 avril 1982                    | Okehampton (1885-1974)                                                                                                 |                                              |
| West Norfolk               | Décret en Conseil du 17 décembre 1980  | 16 janvier 1981                  | King’s Lynn (1835-1974)                                                                                                |                                              |
| West Lancashire            |                                        | 20 mai 2009                      | Aucun |                                              |
| Weymouth and Portland      | Décret en Conseil du 12 décembre 1973  | 1er avril 1974                   | Weymouth and Melcombe Regis (en) (1835-1974)                                                                           |                                              |
| Wigan                      | Décret en Conseil du 24 octobre 1973   | 1er avril 1974                   | Wigan (1835-1974) |                                              |
| Winchester                 | Décret en Conseil du 13 novembre 1973  | 1er avril 1974                   | Winchester (1835-1974)                                                                                                 | Cité par lettres patentes du 1er avril 1974  |
| Windsor and Maidenhead     | Décret en Conseil du 25 janvier 1974   | 1er avril 1974                   | Maidenhead (1835-1974) Windsor (1835-1974)                                                                             | Borough royal par préservation               |
| Wirral                     | Décret en Conseil du 25 janvier 1974   | 1er avril 1974                   | Bebington (1937-1974) Birkenhead (1877-1974) Wallasey (1910-1974)                                                      |                                              |
| Woking (en)                | Décret en Conseil du 19 décembre 1973  | 1er avril 1974                   | Aucun |                                              |
| Wokingham                  |                                        | 9 mars 2007                      | Wokingham (1883-1974)                                                                                                  |                                              |
| Wolverhampton              | Décret en Conseil du 25 janvier 1974   | 1er avril 1974                   | Wolverhampton (1848-1974)                                                                                              | Cité par lettres patentes du 31 janvier 2001 |
| Worcester                  | Décret en Conseil du 10 avril 1974     | 1er avril 1974                   | Worcester (1835-1974)                                                                                                  | Cité par lettres patentes du 28 mai 1974     |
| Worthing                   | Décret en Conseil du 13 novembre 1973  | 1er avril 1974                   | Worthing (1890-1974)                                                                                                   |                                              |
| Wyre                       | Décret en Conseil 25 janvier 1974      | 1er avril 1974                   | Fleetwood (1933-1974)                                                                                                  |                                              |
| York (1re création)        | Décret en Conseil du 12 décembre 1973  | 1er avril 1974                   | York (1835-1974) | Cité par lettres patentes du 1er avril 1974  |
| York (2de création)        |                                        | 1er avril 1996                   | York (1974-1996) | Cité par lettres patentes du 1er avril 1996  |

### Boroughs à Londres
S’agissant de la région londonienne, un statut particulier est attribué à des zones de gouvernement local érigées au 1er avril 1965 et appelées « boroughs de Londres » (London boroughs en anglais). Ceux-ci se substituent aux anciens boroughs et leurs chartes sont modifiées en vertu du London Government Act 1963 (en).
| Borough londonnien     | Attribution du statut      | Attribution du statut | Borough préexistant                                                                 | Autre statut                                         |
| Borough londonnien     | Octroi                     | Entrée en vigueur     | Borough préexistant                                                                 | Autre statut                                         |
| ---------------------- | -------------------------- | --------------------- | ----------------------------------------------------------------------------------- | ---------------------------------------------------- |
| Barking                | London Government Act 1963 | 1er janvier 1965      | Barking (1931-1965) Dagenham (1938-1965)                                            |                                                      |
| Barnet                 | London Government Act 1963 | 1er janvier 1965      | Finchley (1933-1965) Hendon (1932-1965)                                             |                                                      |
| Bexley                 | London Government Act 1963 | 1er janvier 1965      | Bexley (1937-1965) Erith (1938-1965)                                                |                                                      |
| Brent                  | London Government Act 1963 | 1er janvier 1965      | Wembley (1937-1965) Willesden (1933-1965)                                           |                                                      |
| Bromley                | London Government Act 1963 | 1er janvier 1965      | Beckenham (1935-1965) Bromley (1903-1965)                                           |                                                      |
| Camden                 | London Government Act 1963 | 1er janvier 1965      | Hampstead (1900-1965) Holborn (1900-1965) St Pancras (1900-1965)                    |                                                      |
| Croydon                | London Government Act 1963 | 1er janvier 1965      | Croydon (1883-1965)                                                                 |                                                      |
| Ealing                 | London Government Act 1963 | 1er janvier 1965      | Acton (1921-1965) Ealing (1901-1965) Southall (1936-1965)                           |                                                      |
| Enfield                | London Government Act 1963 | 1er janvier 1965      | Enfield (1955-1965) Edmonton (1937-1965) Southgate (1933-1965)                      |                                                      |
| Greenwich              | London Government Act 1963 | 1er janvier 1965      | Greenwich (1900-1965) Woolwich (1900-1965)                                          | Borough royal par lettres patentes du 3 février 2012 |
| Hackney                | London Government Act 1963 | 1er janvier 1965      | Hackney (en) (1900-1965) Shoreditch (1900-1965) Stoke Newington (1900-1965)         |                                                      |
| Hammersmith            | London Government Act 1963 | 1er janvier 1965      | Fulham (1900-1965) Hammersmith (1900-1965)                                          |                                                      |
| Haringey               | London Government Act 1963 | 1er janvier 1965      | Hornsey (1903-1965) Tottenham (1934-1965) Wood Green (1933-1965)                    |                                                      |
| Harrow                 | London Government Act 1963 | 1er janvier 1965      | Harrow (1954-1965)                                                                  |                                                      |
| Havering               | London Government Act 1963 | 1er janvier 1965      | Romford (1937-1965)                                                                 |                                                      |
| Hillingdon             | London Government Act 1963 | 1er janvier 1965      | Uxbridge (1955-1965)                                                                |                                                      |
| Hounslow               | London Government Act 1963 | 1er janvier 1965      | Brentford and Chiswick (1932-1965) Heston and Isleworth (1932-1965)                 |                                                      |
| Islington              | London Government Act 1963 | 1er janvier 1965      | Islington (1900-1965) Finsbury (1900-1965)                                          |                                                      |
| Kensington and Chelsea | London Government Act 1963 | 1er janvier 1965      | Kensington Chelsea                                                                  | Borough royal par préservation                       |
| Kingston upon Thames   | London Government Act 1963 | 1er janvier 1965      | Kingston upon Thames (1835-1965) Malden and Coombe (1936-1965) Surbiton (1936-1965) | Borough royal par préservation                       |
| Lambeth                | London Government Act 1963 | 1er janvier 1965      | Lambeth (1900-1965)                                                                 |                                                      |
| Lewisham               | London Government Act 1963 | 1er janvier 1965      | Deptford (1900-1965) Lewisham (1900-1965)                                           |                                                      |
| Merton                 | London Government Act 1963 | 1er janvier 1965      | Mitcham (1934-1965) Wimbledon (1905-1965)                                           |                                                      |
| Newham                 | London Government Act 1963 | 1er janvier 1965      | East Ham (1904-1965) West Ham (1886-1965)                                           |                                                      |
| Redbridge              | London Government Act 1963 | 1er janvier 1965      | Ilford Wanstead and Woodford                                                        |                                                      |
| Richmond upon Thames   | London Government Act 1963 | 1er janvier 1965      | Barnes Richmond Twickenham                                                          |                                                      |
| Southwark              | London Government Act 1963 | 1er janvier 1965      | Bermondsey (1900-1965) Camberwell (1900-1965) Southwark (1900-1965)                 |                                                      |
| Sutton                 | London Government Act 1963 | 1er janvier 1965      | Beddington and Wallington (1937-1965) Sutton and Cheam (1934-1965)                  |                                                      |
| Tower Hamlets          | London Government Act 1963 | 1er janvier 1965      | Bethnal Green (1900-1965) Poplar (1900-1965) Stepney (1900-1965)                    |                                                      |
| Waltham Forest         | London Government Act 1963 | 1er janvier 1965      | Chingford (1938-1965) Leyton (1926-1965) Walthamstow (1929-1965)                    |                                                      |
| Wandsworth             | London Government Act 1963 | 1er janvier 1965      | Battersea (1900-1965) Wandsworth (1900-1965)                                        |                                                      |
| Westminster            | London Government Act 1963 | 1er janvier 1965      | Paddington (1900-1965) St Marylebone (1900-1965) Westminster (1900-1965)            | Cité par préservation                                |

### Boroughs au pays de Galles

#### Boroughs entre 1974 et 1996
Le statut de borough est régulé par la section 245 de la loi de 1972 entre 1974 et 1996 pour les districts au pays de Galles.
| District                    | Charte d’érection en corporation      | Charte d’érection en corporation | Borough préexistant                          | Autre statut                                |
| District                    | Octroi                                | Entrée en vigueur                | Borough préexistant                          | Autre statut                                |
| --------------------------- | ------------------------------------- | -------------------------------- | -------------------------------------------- | ------------------------------------------- |
| Aberconwy                   | Décret en Conseil du 19 janvier 1976  | 1er avril 1974                   | Conway (1885-1974)                           |                                             |
| Afan                        | Décret en Conseil du 13 novembre 1973 | 1er avril 1974                   | Port Talbot (1921-1974)                      |                                             |
| Arfon                       | Décret en Conseil du 28 juin 1974     | 1er avril 1974                   | Bangor (1883-1974) Caernarvon (1835-1974)    |                                             |
| Blaenau Gwent               | Décret en Conseil du 25 juillet 1974  | 1er avril 1974                   | Aucun                                        |                                             |
| Brecknock                   | Décret en Conseil du 10 avril 1974    | 1er avril 1974                   | Brecon (1835-1974)                           |                                             |
| Cardiff                     | Décret en Conseil du 12 décembre 1973 | 1er avril 1974                   | Cardiff (1835-1974)                          | Cité par lettres patentes du 1er avril 1974 |
| Colwyn                      | Décret en Conseil du 21 mai 1974      | 1er avril 1974                   | Colwyn Bay (1934-1974)                       |                                             |
| Cynon Valley                | Décret en Conseil du 29 mai 1974      | 1er avril 1974                   | Aucun                                        |                                             |
| Delyn                       | Décret en Conseil du 26 mars 1974     | 1er avril 1974                   | Flint (1835-1974)                            |                                             |
| Dinefwr                     | Décret en Conseil du 10 avril 1974    | 1er avril 1974                   | Llandovery (1835-1974)                       |                                             |
| Islwyn                      | Décret en Conseil du 26 mars 1974     | 1er avril 1974                   | Aucun                                        |                                             |
| Llanelli                    | Décret en Conseil du 10 avril 1974    | 1er avril 1974                   | Kidwelly (1885-1974) Llanelli (1913-1974)    |                                             |
| Lliw Valley                 | Décret en Conseil du 25 janvier 1974  | 1er avril 1974                   | Aucun                                        |                                             |
| Merthyr Tydfil              | Décret en Conseil du 24 octobre 1973  | 1er avril 1974                   | Merthyr Tydfil (1905-1974)                   |                                             |
| Monmouth                    | Décret en Conseil du 25 mai 1988      | 9 août 1988                      | Abergavenny (1899-1974) Monmouth (1835-1974) |                                             |
| Neath                       | Décret en Conseil du 24 octobre 1973  | 1er avril 1974                   | Neath (1835-1974)                            |                                             |
| Newport                     | Décret en Conseil du 24 octobre 1973  | 1er avril 1974                   | Newport (1835-1974)                          |                                             |
| Ogwr                        | Décret en Conseil du 25 janvier 1974  | 1er avril 1974                   | Aucun                                        |                                             |
| Rhondda                     | Décret en Conseil du 24 octobre 1973  | 1er avril 1974                   | Rhondda (1955-1974)                          |                                             |
| Rhuddlan                    | Décret en Conseil du 29 mai 1974      | 1er avril 1974                   | Aucun                                        |                                             |
| Swansea                     | Décret en Conseil du 13 novembre 1973 | 1er avril 1974                   | Swansea (1835-1974)                          | Cité par lettres patentes du 1er avril 1974 |
| Taff-Ely                    | Décret en Conseil du 10 avril 1974    | 1er avril 1974                   | Aucun                                        |                                             |
| Torfaen                     | Décret en Conseil du 25 janvier 1974  | 1er avril 1974                   | Aucun                                        |                                             |
| Vale of Glamorgan           | Décret en Conseil du 13 novembre 1973 | 1er avril 1974                   | Barry (1938-1974) Cowbridge (1887-1974)      |                                             |
| Wrexham Maelor              | Décret en Conseil du 20 février 1973  | 1er avril 1974                   | Wrexham (1857-1974)                          |                                             |
| Ynys Môn / Isle of Anglesey | Décret en Conseil du 21 mai 1974      | 1er avril 1974                   | Beaumaris (1835-1974)                        |                                             |

#### Boroughs de comté depuis 1996
Une réforme de gouvernement local propre au pays de Galles est mise en place au 1er avril 1996 au sens du Local Government (Wales) Act 1994. Abolissant les anciens comtés et districts érigés par la loi de 1972 ainsi que leurs conseils, cette loi institue la notion de zone principale, entité locale pouvant prendre la forme légale d’un comté ou celle d’un borough de comté. Cette dernière forme ne doit pas être traitée comme un borough bien que, à son sens, les nouveaux boroughs de comté conservent les pouvoirs de nomination des officiers locaux de dignité, d’attribution des titres d’échevins honoraires et de la citoyenneté d’honneur, et que leurs organes peuvent être traités de « conseil de borough de comté » (County Borough Council en anglais et Cyngor Bwrdeistref Sirol en gallois) et leurs présidents et vice-présidents sont qualifiés des titres de « maire » (mayor en anglais et maer en gallois) et de « vice-maire » (deputy mayor en anglais et dirprwy faer en gallois).
Amendant la section 245 de la loi de 1972, la loi de 1994 offre la possibilité au conseil d’un comté d’adresser une requête au monarque demandant l’octroi d’une charte pour obtenir le statut de borough de comté. La requête doit être approuvée dans le cadre d’une résolution spéciale adoptée à la majorité des deux tiers des membres du conseil. À l’issue de la procédure, le souverain, sur avis du Conseil privé accorde une charte offrant le statut au comté, qui devient donc un borough de comté mais qui ne doit pas être traité comme un borough aux fins de toute loi adoptée avant le 1er avril 1974.
| Borough de comté                                  | Attribution du statut             | Attribution du statut | Borough préexistant           | Autre statut                                    |
| Borough de comté                                  | Octroi                            | Entrée en vigueur     | Borough préexistant           | Autre statut                                    |
| ------------------------------------------------- | --------------------------------- | --------------------- | ----------------------------- | ----------------------------------------------- |
| Aberconwy and Colwyn / Aberconwy a Cholwyn        | Local Government (Wales) Act 1994 | 1er avril 1996        | Aberconwy Colwyn              |                                                 |
| Blaenau Gwent                                     | Local Government (Wales) Act 1994 | 1er avril 1996        | Blaenau Gwent                 |                                                 |
| Bridgend / Pen-y-bont ar Ogwr                     | Local Government (Wales) Act 1994 | 1er avril 1996        | Ogwr                          |                                                 |
| Caerphilly / Caerffili                            | Local Government (Wales) Act 1994 | 1er avril 1996        | Islwyn                        |                                                 |
| Merthyr Tydfil / Merthyr Tudful                   | Local Government (Wales) Act 1994 | 1er avril 1996        | Merthyr Tydfil                |                                                 |
| Neath and Port Talbot Castell-nedd a Phort Talbot | Local Government (Wales) Act 1994 | 1er avril 1996        | Neath Port Talbot             |                                                 |
| Newport / Casnewydd                               | Local Government (Wales) Act 1994 | 1er avril 1996        | Newport                       | Cité par lettres patentes du 15 mai 2002        |
| Rhondda, Cynon, Taff / Rhondda, Cynon, Taf        | Local Government (Wales) Act 1994 | 1er avril 1996        | Cynon Valley Rhondda Taff-Ely |                                                 |
| Torfaen / Tor-faen                                | Local Government (Wales) Act 1994 | 1er avril 1996        | Torfaen                       |                                                 |
| The Vale of Glamorgan / Bro Morgannwg             | Local Government (Wales) Act 1994 | 1er avril 1996        | Vale of Glamorgan             |                                                 |
| Wrexham / Wrecsam                                 | Local Government (Wales) Act 1994 | 1er avril 1996        | Wrexham Maelor                | Cité par lettres patentes du 1er septembre 2022 |

### Boroughs en Irlande-du-Nord

#### Boroughs entre 1973 et 2015
Le statut de borough est régulé par la section 132 de la loi de 1972 entre 1973 et 2015 pour les districts en Irlande-du-Nord.
| District                   | Décision du conseil                | Charte d’érection en corporation        | Charte d’érection en corporation | Borough préexistant       | Autre statut                             |
| District                   | Décision du conseil                | Modification ou octroi                  | Entrée en vigueur                | Borough préexistant       | Autre statut                             |
| -------------------------- | ---------------------------------- | --------------------------------------- | -------------------------------- | ------------------------- | ---------------------------------------- |
| Antrim                     | Requête (reçue le 18 mars 1977)    | Lettres patentes du 9 mai 1977          |                                  | Aucun                     |                                          |
| Ards                       | Résolution du 7 août 1973          | Transformation automatique de la charte | 1er octobre 1973                 | Newtownards (1927-1974)   |                                          |
| Armagh                     | Requête (reçue en 1995)            | Décret du 15 août 1995                  | 1er octobre 1995                 | Aucun                     | Cité par lettres patentes du 9 mars 1995 |
| Ballymena                  | Résolution du 29 août 1973         | Transformation automatique de la charte | 1er octobre 1973                 | Ballymena (1937-1973)     |                                          |
| Ballymoney                 | Requête (reçue le 13 juillet 1976) | Lettres patentes du 18 février 1977     |                                  | Aucun                     |                                          |
| Belfast                    |                                    | Transformation automatique de la charte | 1er octobre 1973                 | Belfast (1613-1974)       | Cité par préservation                    |
| Carrickfergus              | Résolution du 12 juin 1973         | Transformation automatique de la charte | 1er octobre 1973                 | Carrickfergus (1939-1974) |                                          |
| Castlereagh                | Requête (reçue en 1976)            | Lettres patentes du 22 mars 1977        |                                  | Aucun                     |                                          |
| Coleraine                  | Résolution du 21 juin 1973         | Transformation automatique de la charte | 1er octobre 1973                 | Coleraine (1928-1973)     |                                          |
| Craigavon                  | Résolution du 20 août 1973         | Transformation automatique de la charte | 1er octobre 1973                 | Lurgan (1949-1973)        |                                          |
| Dungannon and South Tyrone | Requête (reçue le 4 novembre 1998) | Décret du 14 octobre 1999               | 25 novembre 1999                 | Aucun                     |                                          |
| Larne                      | Résolution du 2 août 1973          | Transformation automatique de la charte | 1er octobre 1973                 | Larne (1938-1973)         |                                          |
| Limavady                   | Requête (date inconnue)            | Lettres patentes du 1er mars 1989       |                                  | Aucun                     |                                          |
| Lisburn                    | Résolution du 21 août 1973         | Transformation automatique de la charte | 1er octobre 1973                 | Lisburn (1964-1973)       | Cité par lettres patentes du 14 mai 2002 |
| Londonderry                |                                    | Transformation automatique de la charte | 1er octobre 1973                 | Londonderry (1604-1973)   | Cité par préservation                    |
| Newtownabbey               | Requête (reçue le 13 juillet 1976) | Lettres patentes du 18 février 1977     |                                  | Aucun                     |                                          |
| North Down                 | Résolution du 2 juillet 1973       | Transformation automatique de la charte | 1er octobre 1973                 | Bangor (1927-1973)        |                                          |

#### Boroughs depuis 2015
Une réforme du gouvernement local est lancée à partir de 2002 en Irlande-du-Nord. Le découpage en districts de la loi de 1972 est amendé par le Local Government (Boundaries) Order (Northern Ireland) 2012, qui entre en vigueur au 1er avril 2015. Afin de préserver les différents statuts de borough conférés aux anciens districts, les Local Government (Transitional, Incidental, Consequential and Supplemental Provisions) Regulations (Northern Ireland) 2015 offrent la possibilité aux nouveaux districts de faire appliquer la charte à l’échelle des nouveaux territoires et annulent toutes les autres chartes. Aussi, la transformation des chartes de corporation de chaque borough de comté (en l’occurrence Belfast et Derry) et du borough de Lisburn s’applique automatiquement aux districts érigés au 1er avril 2015,.
| District                        | Décision du conseil            | Charte d’érection en corporation        | Charte d’érection en corporation | Borough préexistant       | Autre statut          |
| District                        | Décision du conseil            | Modification                            | Entrée en vigueur                | Borough préexistant       | Autre statut          |
| ------------------------------- | ------------------------------ | --------------------------------------- | -------------------------------- | ------------------------- | --------------------- |
| Antrim and Newtownabbey         | Résolution du 26 mars 2015     | Transformation automatique de la charte | 1er avril 2015                   | Antrim (1977-2015)        |                       |
| Armagh, Banbridge and Craigavon | Résolution du 19 février 2015, | Transformation automatique de la charte | 1er avril 2015                   | Armagh (1997-2015)        | Cité par préservation |
| Belfast                         |                                | Transformation automatique de la charte | 1er avril 2015                   | Belfast (1973-2015)       | Cité par préservation |
| Causeway Coast and Glens        | Résolution du 26 mars 2015,    | Transformation automatique de la charte | 1er avril 2015                   | Coleraine (1973-2015)     |                       |
| Derry and Strabane              |                                | Transformation automatique de la charte | 1er avril 2015                   | Derry (1973-2015)         | Cité par préservation |
| Lisburn and Castlereagh         |                                | Transformation automatique de la charte | 1er avril 2015                   | Lisburn (1973-2015)       | Cité par préservation |
| Mid and East Antrim             | Résolution du 12 février 2015, | Transformation automatique de la charte | 1er avril 2015                   | Carrickfergus (1973-2015) |                       |
| North Down and Ards             | Résolution du 4 décembre 2014, | Transformation automatique de la charte | 1er avril 2015                   | North Down (1973-2015)    |                       |